# أوسكار فرنانديز غونزاليس
أوسكار فرنانديز غونزاليس (بالإسبانية: Óscar Fernández González)‏ (17 مايو 1995 في إسبانيا - ) هو لاعب كرة قدم إسباني في مركز الهجوم. لعب مع راسينغ سانتاندير ورايو كانتابريا ‏.

## وصلات خارجية
- أوسكار فرنانديز غونزاليس على موقع قاعدة بيانات كرة القدم.إي يو (الإنجليزية)
- أوسكار فرنانديز غونزاليس على موقع Soccerway.com (الإنجليزية)
- أوسكار فرنانديز غونزاليس على موقع AS.com (الإسبانية)